# هالیویلا (کنتاکی)
هالیویلا (به انگلیسی: Hollyvilla) شهری در ایالت کنتاکی کشور ایالات متحده آمریکا است که جمعیت آن در سرشماری سال ۲۰۱۰ میلادی، ۵۳۷ نفر بوده‌است.